# Miconia uvifera
Miconia uvifera är en tvåhjärtbladig växtart som beskrevs av Charles Victor Naudin. Miconia uvifera ingår i släktet Miconia och familjen Melastomataceae.
Artens utbredningsområde är Bolivia. Inga underarter finns listade i Catalogue of Life.